# Macromidia genialis
Macromidia genialis – gatunek ważki z rodziny Synthemistidae. Występuje w Azji Południowo-Wschodniej; być może także w prowincji Junnan na południu Chin.